# 奥山文弥
奥山 文弥（おくやま ふみや、1960年8月24日 - ）は、釣りを魚類学するお魚ジャーナリスト、コンサルタント、魚類研究家。愛知県岡崎市出身。

## 来歴
北里大学海洋生命科学部（旧水産学部）卒業。釣具メーカー、出版社、旅行会社勤務を経て独立。現在は多摩川上流の東京都羽村市在住。

## 出演番組
- THE フィッシング
- 熱中ホビー百科「DO!フライフィッシング」（1997年）

## 出版物
- サケが帰ってきた 小学館
- はじめての魚つり（監修）学研
- サケマス・イワナのわかる本（共著・井田斎）山と溪谷社
- 多摩川釣り観察さかなが教えてくれること　つり人社
- やまめとさくらます（共著・あさりまゆみ）　ポトス出版
- サバがマグロを産む日（共著・共監修　刑部真弘）　つり人社
- 多摩川森林組合（共著・多摩川森林組合のメンバー）　未知谷
- 釣りがもっと面白くなる本　PHP文庫
- サケマス魚類のわかる本（共著・井田斎）　山と溪谷社
- Outdoor　ＡtoＺ「必ず釣れるフライフィッシング」　山と溪谷社
- ソルトウォーターフィッシングマニュアル　山と溪谷社
- ルアーフィッシングマニュアル　山と溪谷社
- シーバス・海のゲームフィッシング　成美堂出版
- 爆釣!ハンドメイドルアー完全マニュアル―名人が教える　成美堂出版
- トラウトフライ　全5巻　徳間書店
- 海のルアーフィッシング シーバス　池田書店
- 岸からバスを釣りたい人の「陸っぱり読本」　関西廣済堂
- フライフィッシング超エントリーマガジン　モーターマガジン社

## JGFA日本記録
淡水魚
- カラフトマス　1kg (2Lb) 2.05kg 北海道羅臼町 2005-08-27
- カラフトマス　3kg (6Lb) 3.75kg 北海道羅臼町 2008-08-24
- ニジマス　1kg (2Lb) 2.00kg 山梨県桂川　2013-09-08
- ナマズ　2kg(4Lb) 3.00kg 東京都多摩川2013-04-08
- ニゴイ　　1kg (2Lb) 1.90kg 東京都多摩川 2009-04-29

淡水魚フライ
- カラフトマス1kg (2Lb) 1.95kg 北海道羅臼町 2005-08-28
- カラフトマス3kg (6Lb) 3.30kg 北海道羅臼町 2003-08-22
- カラフトマス6kg (12Lb) 3.90kg 北海道羅臼町 2000-09-05
- シロザケ　1kg (2Lb) 3.50kg 福島県木戸川 2009-10-28
- シロザケ　6kg (12Lb) 5.90kg 新潟県荒川 2000-09-05
- ニジマス　1kg (2Lb) 7.05kg 山梨県桂川 2008-04-21
- マルタ　　1ｋｇ（２Lｂ）2.00kg 東京都多摩川2010-04-06
- マルタ　　4kg（８Lb)2.35kg東京都多摩川2011-04-16

●海水魚(船釣り）

カツオ　 1kg (2Lb) 1.90kg 神奈川県相模湾 1999-10-16

クロダイ　2kg(4Lb) 2.40kg 神奈川県扇島　2013-04-23

クロダイ　8kg(16Lb) 2.75kg 神奈川県横浜沖2013-04-10

クロマグロ　8kg (16Lb) 36.80kg 神奈川県相模湾 2007-06-18

クロマグロ　15kg (30Lb) 34.20kg 神奈川県相模灘 2009-06-15

シイラ　1kg (2Lb) 9.80kg 沖縄県宜野座沖 2003-01-20

シイラ　8kg (16Lb) 18.20kg 沖縄県宜野座沖 2000-12-26

シイラ　10kg (20Lb) 17.15kg 沖縄県宜野座沖 2000-12-27

ロウニンアジ　2kg (4Lb) 2.85kg 神奈川県川崎港 1993-08-17

●海水魚（岸釣り）

キチヌ　3kg (6Lb) 1.20kg 静岡県宇久須港 2006-08-25

クロメジナ　3kg (6Lb) 1.30kg 東京都三宅島 2006-05-23

メジナ　8kg (16Lb) 1.70kg 東京都三宅島 2006-11-29

●海水魚（フライ）

キハダ　1kg (2Lb) 1.40kg 沖縄県宜野座沖 2004-03-27

シイラ　3kg (6Lb) 10.55kg 沖縄県石垣島沖 2004-05-11

メバチ　2kg (4Lb) 7.20kg 沖縄県宜野座沖 2003-11-07 （IGFA世界記録）

メバチ　3kg (6Lb) 4.62kg 沖縄県宜野座沖 2003-11-07 （IGFA世界記録）

●オールタックル

ニザダイ　2.50kg 東京都三宅島 2011-06-05(IGFA世界記録）

オキナメジナ　0.75kg東京都三宅島 2012-06-28 (IGFA世界記録）